# Marta Kurkowska-Budzan
Marta Kurkowska-Budzan (ur. 1971) – historyk, doktor habilitowany, zatrudniona jako adiunkt w Instytucie Historii Uniwersytetu Jagiellońskiego. 
Studiowała socjologię i historię na Uniwersytecie Jagiellońskim, którą ukończyła w 1995 r. W 2001 roku obroniła doktorat na podstawie rozprawy "Historia zwykłych ludzi. Współczesna angielska historiografia dziejów społecznych". Stypendystka New York University (E.M. Remarque Institute for European Studies) i United States Holocaust Memorial Museum. Stopień naukowy doktora habilitowanego uzyskała w 2011 roku na podstawie monografii „Antykomunistyczne podziemie zbrojne na Białostocczyźnie. Analiza współczesnej symbolizacji przeszłości”..
Jej głównymi zainteresowaniami badawczymi są teoria i metodologia historii. . 
Była/jest członkiem redakcji czasopism naukowych takich jak „Oral History Review”, „Historyka. Studia Metodologiczne”, „Rocznik Antropologii Historii”, „Stan Rzeczy”. W ostatnich latach kierowała trzema projektami badawczymi finansowanymi przez NCN, w trakcie realizacji jest projekt pt. „Re-inspekcja źródeł wywołanych”. 
Najnowsze publikacje to m.in. „Stadion na peryferiach” (razem z Marcinem Stasiakiem), Universitas 2016 i „Oral history – historia publiczna. Wersja radykalna” (w: J. Wojdon (red), Historia w przestrzeni publicznej, PWN 2018).
Książka Kurkowskiej-Budzan i Marcina Stasiaka pt. "Stadion na peryferiach" (Universitas, 2016), w 2017 roku znalazła się w gronie dziesięciu publikacji nominowanych do Nagrody im. Kazimierza Moczarskiego za najlepszą książkę historyczną roku.

## Publikacje (wybór)[5]
- 2003: "Historia zwykłych ludzi. Współczesna angielska historiografia dziejów społecznych", Historia Iagellonica, Kraków
- 2008: "Historia mówiona. Elementarz" (praca zbiorowa), Stowarzyszenie Artefakty i Narodowe Centrum Kultury, Warszawa
- 2009: "Power, Knowledge and Faith Discourse: The Institute of National Remembrance" (w: "The Post-Communist Condition. Public and Private Discourses of Transformation", John Benjamins Publishing, Amsterdam/Philadeplhia)
- 2009: "Antykomunistyczne podziemie zbrojne na Białostocczyźnie. Analiza współczesnej symbolizacji przeszłości", Historia Iagellonica, Kraków
- 2009: "Oral History.Challenges of Dialogue", John Benjamins Publishing, Amsterdam/Philadelphia (ed., wspólnie z prof. Krzysztofem Zamorskim)
- 2015: "Experience and Narrative: Anti-Communist Armed Underground in Poland, 1945-1957 (w: "Reclaiming the Personal. Oral History in Post-Socialist Europe", Toronto University Press, Toronto/Buffalo/London)
- 2016: "Stadion na peryferiach", Universitas, Kraków (wspólnie z Marcinem Stasiakiem)